# Pierre Michel (homme politique, 1873-1956)
Pour les articles homonymes, voir Pierre Michel et Michel.
Pierre Michel, né le 13 mai 1873 à Trémuson (Côtes-du-Nord) et mort le 25 avril 1956 à Trémuson, est un homme politique français.
Agriculteur, Pierre Michel est maire de Trémuson de 1910 à sa mort, en 1956, et conseiller général des Côtes-du-Nord (canton de Saint-Brieuc-Nord) de 1928 à 1940.
Il est élu député radical-socialiste en 1932. Réélu en 1936, il est ensuite élu sénateur en 1939. Il était marié à Francine Morin (1898-1986).
Lors de la campagne de 1936, il fait partie des quinze députés élus en Bretagne signataires d'un « programme du Front Breton », qui vise alors à créer un groupe parlementaire breton à l'Assemblée nationale, et à défendre des lois en faveur de la régionalisation des institutions ou en faveur de l'enseignement de la langue bretonne.

## Sources